# Radarsichtgerät
Ein Radarsichtgerät (auch populär als Radarschirm bezeichnet) ist eine Bildschirmanzeige von analogen Echosignalen aus Radargeräten oder daraus digitalisierten Daten oder Symbolen. Es soll eine möglichst einfach zu erfassende und möglichst maßstabsgetreue grafische Darstellung der Position der Radarziele in Echtzeit anzeigen. Es werden nach Möglichkeit auch zusätzliche Informationen, wie etwa die Kennung oder die Identifikation des Zieles mit angezeigt.

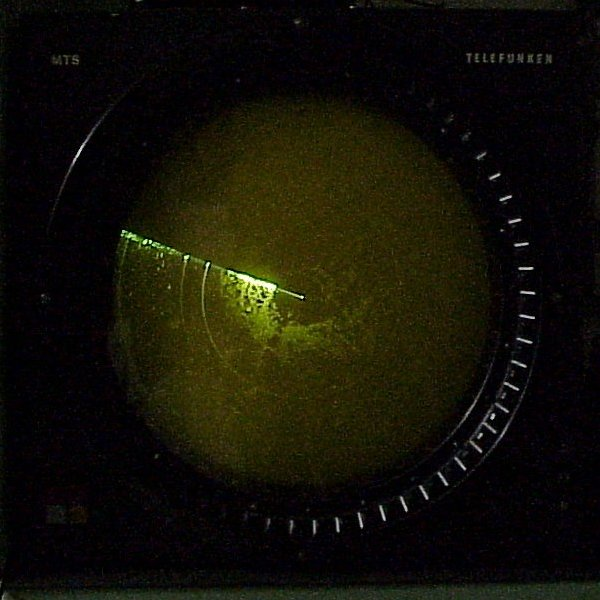
Radarsichtgerät der Firma Telefunken aus dem Jahre 1980, wurde in der ASR-910 genutzt

Es existieren verschiedene Ausführungen von Sichtgeräten, deren Namen historisch entstanden sind und meist aus dem englischen Sprachraum übernommen wurden. Ein durch die IEEE festgelegter Standard bezeichnet sie fortlaufend mit den Buchstaben A bis P und R, zusätzlich auch mit den Bezeichnungen PPI und RHI. Es werden jedoch auch zusätzliche Arten von Sichtgeräten durch deren Hersteller definiert, welche nicht in diesem Standard genannt werden.
Radarsichtgeräte können in zwei Gruppen eingeteilt werden: in Sichtgeräten mit Amplitudenschrift und Sichtgeräten mit Helligkeitsschrift.

## Sichtgeräte mit Amplitudenschrift

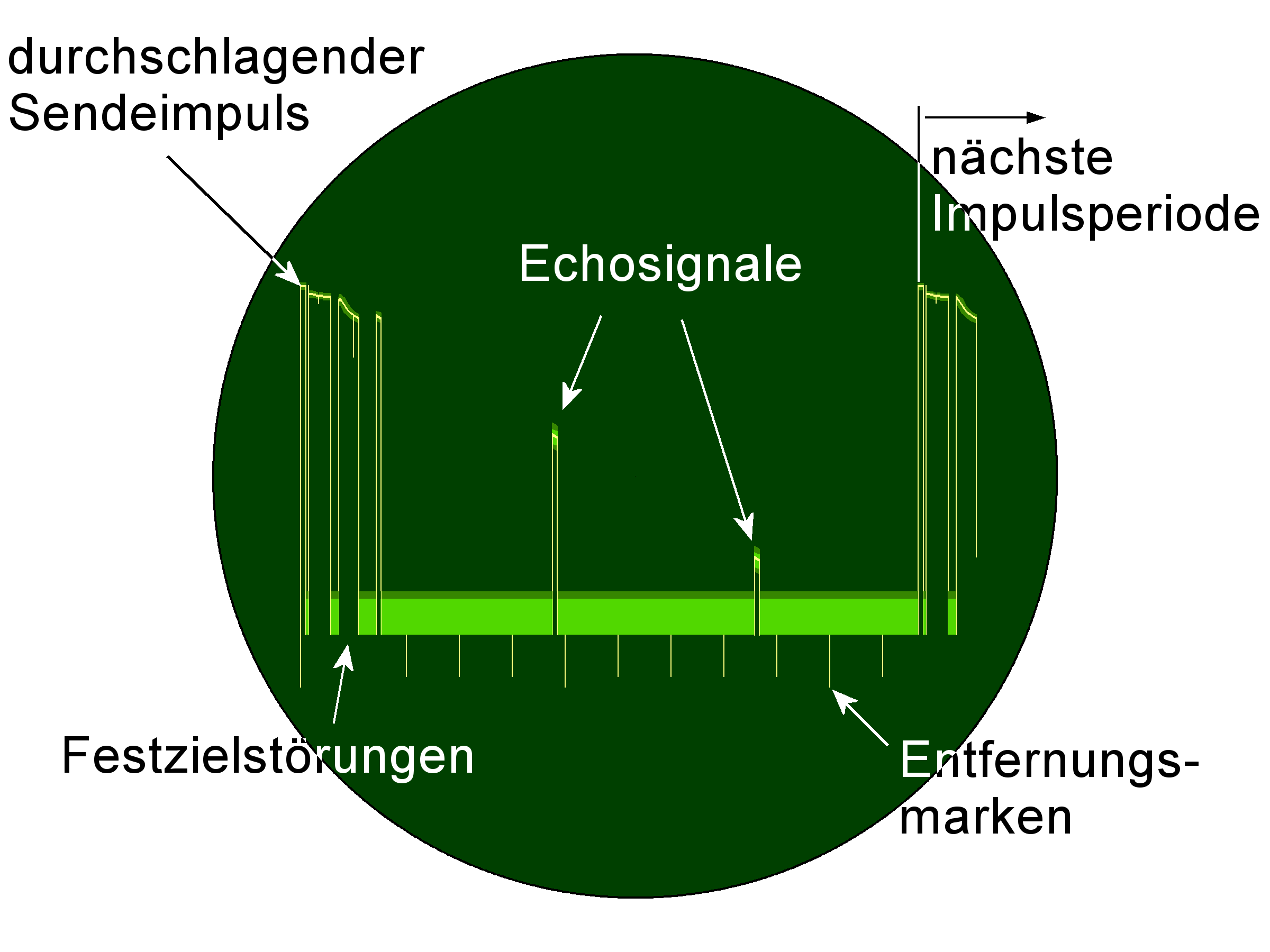
Skizze eines A-Scopes

Amplitudenschrift bedeutet, dass auf einer Elektronenstrahlröhre der Elektronenstrahl eine konstante Helligkeit hat und durch eine sägezahnförmige Ablenkspannung von einer Seite zur anderen hin abgelenkt wird. Wenn kein Signal dargestellt werden soll, dann zeichnet der Elektronenstrahl nur eine meist waagerechte, seltener senkrechte oder kreisförmige Linie, welche eine Funktion der Zeit ist. Durch die Amplitude des Echosignals wird dieser Elektronenstrahl zusätzlich senkrecht zu dieser Auslenklinie abgelenkt und zeigt somit diese Amplitude als Abweichung von dieser Linie an.

### A-Scope
Das A-Scope hat eine eindimensionale Darstellung und zeigt nur die Entfernung und die Größe der Echos nur für die aktuelle Richtung an, in welche die Radarantenne zeigt. Die Anzeige besteht aus einer waagerechten Linie, Die Signalamplitude wird durch eine vertikale Ablenkung dieser Linie dargestellt.
Es ist die älteste Form des Sichtgerätes. Mit den ersten Radargeräten wollte man nur das Vorhandensein und die Entfernung von Objekten nachweisen. Im Moment des Sendens läuft der Elektronenstrahl von der linken Seite los und bewegt sich mit gleich bleibender Geschwindigkeit nach rechts. Wenn der Empfänger ein Echo erhält, wird der Elektronenstrahl nach oben ausgelenkt. Durch die Reflexionen am Boden hat man im Nahbereich starke Störsignale, was auf dem A-Scope am besten zu sehen ist. Die einfachste Form des A-Scopes wäre ein Oszilloskop, welches an den Videoausgang des Radarempfängers angeschlossen wird.
Der Name „A-scope“ oder manchmal auch „A-Display“ ist abgeleitet von der Modulationsart der Anzeige: hier die Amplitudenmodulierte Auslenkung.

### L-Scope

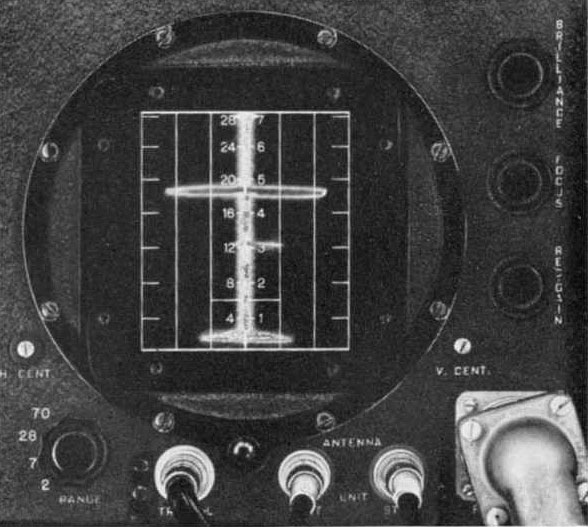
L-Scope der amerikanischen Radare der ASB-Serie

Das L-Scope war ein A-scope, welches um 90° nach links gedreht war. Der Elektronenstrahl startet unten und zeichnet eine senkrechte Linie nach oben. Es zeigte meist bipolares Echo oder zwei unipolare Signale im Zeitmultiplex an. Es wurde in bordgestützten Radargeräten verwendet und ergab eine bessere Übersicht, weil die Entfernung analog zur Flugrichtung angezeigt wurde.
Besondere Bedeutung bekam dieses Sichtgerät, wenn zwei Antennen verwendet wurden, die leicht nach links beziehungsweise rechts von der Hauptrichtung abwichen. Beide Antennen speisten zwei unabhängige Radarempfänger, deren Videosignale abwechselnd links und rechts von der senkrechten Linie abgelenkt wurden. Somit konnte das L-Scope auch eine Richtungsabweichung feststellen, wenn eines der beiden Videosignale größer wurde als das andere. Bei dem amerikanischen Radargeräten der ASB-Serie befanden sich die jeweiligen Antennen links und rechts vom Rumpf unter den Tragflächen.

### J-Scope

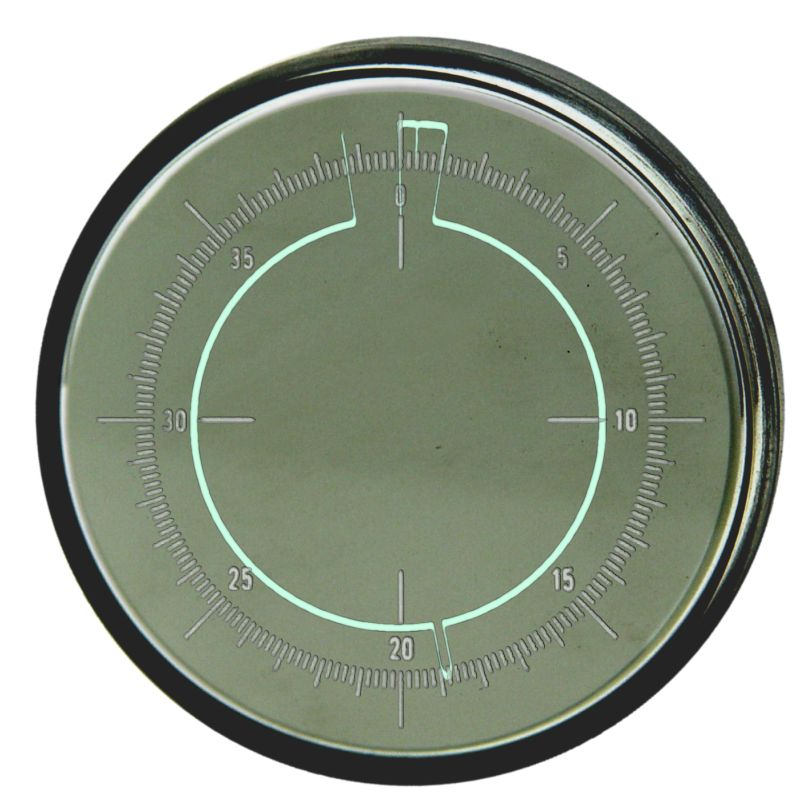
J-Scope

Das J-scope war ein Sichtgerät zur Entfernungsanzeige in historischen Radargeräten. Es ist ein A-Scope mit einer kreisförmigen Entfernungsauslenkung. Durch die kreisförmige Anordnung des Auslenkstrahls wurde der Durchmesser der Kathodenstrahlröhre etwa dreifach besser ausgenutzt als beim A-scope. Das brachte eine Verbesserung der Entfernungsauflösung und der Genauigkeit.
Dieser Typ wurde zum Beispiel im FuMG 62 (Würzburg) und im FuG 212 („Lichtenstein“-Gerät), dem Radargerät im deutschen Nachtjäger Bf 110 G-4 verwendet.
Im oberen Bildschirmabschnitt war immer der durchschlagende Sendeimpuls zu sehen. Er wurde als „Senderzacken“ bezeichnet. Er müsste eigentlich die gleiche Breite wie die Echosignale haben, wird jedoch überlagert mit Echosignalen von Hindernissen vom Boden, weshalb er wesentlich breiter erscheint. Bei einem bordgestützten Radargerät würden die Antennen das extrem starke Bodenecho auch über ihre Nebenkeulen empfangen, was zu diesem Störsignal führt. Bei sehr großen Flughöhen würde wegen der längeren Laufzeiten zwischen „Senderzacken“ und Bodenecho eine kleine Pause entstehen.

## Sichtgeräte mit Helligkeitsschrift

### B-Scope

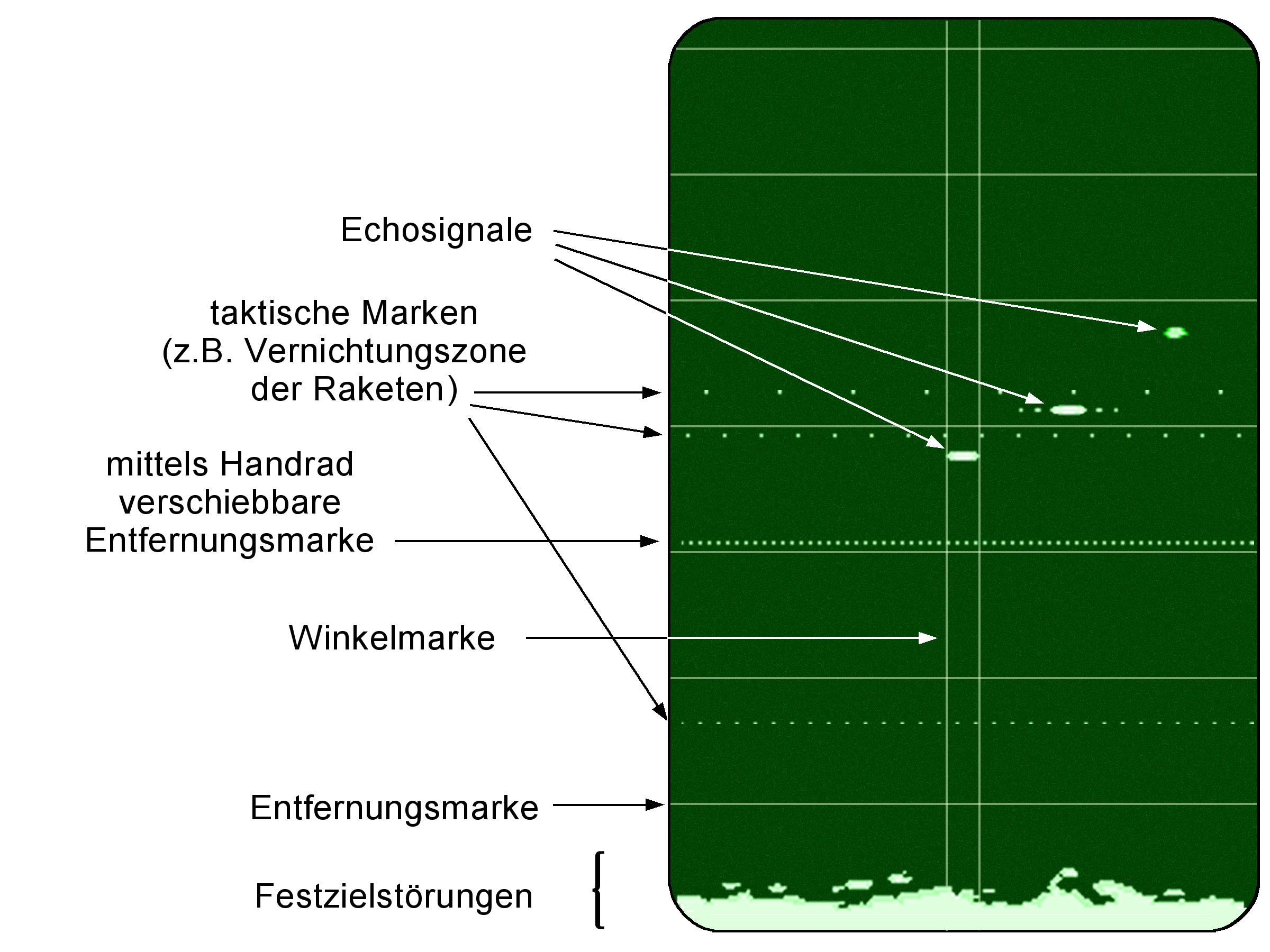
Skizze eines B-Scopes

Das B-Scope (und alle folgenden Sichtgerätearten) benutzen eine Helligkeitsmodulation zur Anzeige. Aus der englischen Bezeichnung Brightness für Helligkeit leitete sich der Name B-Scope ab. Durch die Helligkeitsmodulation konnte die Oberfläche des Bildschirms zweidimensionale Koordinaten anzeigen. Bei einem B-Scope wird in der Abszisse der Seitenwinkel (Azimut) angetragen und in der Ordinate die Entfernung. Die Information, ob ein Zielzeichen vorhanden ist (und wenn ja: wo), wurde durch einen hell aufleuchtenden Fleck, den sogenannten Blip, dargestellt. Diese Form der Sichtgeräte wird bei Feuerleit- oder Raketenleitradargeräten bevorzugt.
Die Azimutwerte sind meist durch Handräder verschiebbar. Es wird dann die gesamte Antenne in die neue Richtung gedreht. Die Bildschirmmitte ist in der Regel dann die Hauptempfangsrichtung der Antenne. Der Seitenwinkelbereich wird durch eine elektromechanische oder elektronische Strahlschwenkung überstrichen. Meist werden auch zusätzlich taktische Marken eingeblendet, zum Beispiel die Vernichtungszonen der eigenen Raketen, welche je nach Bedingungen (Anflug oder Abflug des Zieles) auch unterschiedliche Werte annehmen können. Oft ist auch eine mittels Handrad verschiebbare Entfernungsmarke vorhanden, die eine elektronische Eingabe der gemessenen Entfernung darstellt.

### C-Scope

C-scope

Das C-Scope zeigt die Richtungen Höhenwinkel in der Ordinate und Seitenwinkel in der Abszisse an. Es ist eine besonders geeignete Darstellung zum Zielen und wurde deswegen in Jagdflugzeugen verwendet. Die Skala der Abweichung von dem Mittelpunkt sind Winkeleinheiten. Es konnte aber keine Entfernung angezeigt werden, deshalb wurde neben dem C-Scope meist ein J-Scope verwendet.

### F-Scope
Das F-Scope ist eine ähnliche Darstellung wie das C-Scope, zeigt aber statt der Seiten- und Höhenwinkel direkte Koordinaten der Abweichung von dem Mittelpunkt an.

### G-Scope
Beim G-Scope wird das Zielzeichen nicht wie im C-Scope als Punkt angezeigt, sondern erhält ein dem Punkt überlagerten waagerechten Strich, dessen Länge umgekehrt proportional zur Zielentfernung ist. Das punktförmige Zielzeichen im Bild des C-Scopes wäre also im G-Scope ein sehr weit entferntes Ziel.

### E-Scope

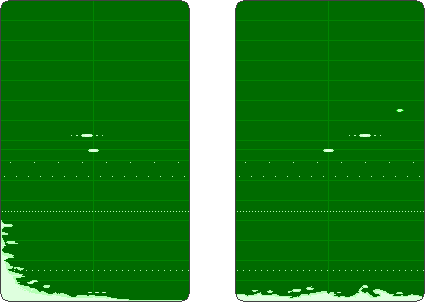
E-Scope neben einem B-Scope als Sichtgeräte in einem Feuerleitradar

Das E-Scope wurde als Höhensichtgerät in alten analogen Radargeräten eingesetzt. Wenn das E-Scope neben einem B-Scope zum Einsatz kam, zeigte es die Entfernung in der Ordinate und den Höhenwinkel in der Abszisse an, das heißt in beiden Sichtgeräten wurde die Entfernung in der Vertikalauslenkung angezeigt. Wurde dagegen das E-Scope neben einem A-Scope betrieben, dann wurde die Entfernung auf beiden Sichtgeräten in der horizontalen Auslenkung angezeigt. Die Zielhöhe konnte meist mit Hilfe eines Nomogramms am Sichtgerät bestimmt werden.

### RHI-Scope oder H-Scope

RHI-Scope oder H-Scope

Das RHI-Scope (Range-Height-Indicator) hat eine zweidimensionale Darstellung und zeigt die Höhe und die Entfernung der Flugzeuge für eine Richtung an. Das erfordert auf der Elektronenstrahlröhre eine Auslenkung, die sich wie die Hauptrichtung der Antenne bewegt. Auf dem Bildschirm schwenkt der Auslenkstrahl mit dem Ursprung in der linken unteren Ecke synchron mit der schwenkenden Antenne des Höhensuchradars über dem Bildschirm hin und her. Der Schwenkwinkel der Antenne beträgt nur bis zu 30°. Durch die Überhöhung auf dem Sichtgerät, das heißt durch den sehr viel kleineren Maßstab in der Höhe als in der Entfernung sieht es so aus, als wenn der Schwenkwinkel fast 90° betragen würde.
Sehr aufwändige Verfahren berücksichtigen auch den Einfluss der Erdkrümmung und der Refraktion der elektromagnetischen Wellen. Deshalb sind die Höhenmarken auf dem Bildschirm (waagerechte Linien) nicht linear.

### PPI-Scope oder P-Scope

Das klassische Radardisplay: Das PPI-Scope

Das PPI-Scope (Plan-Position-Indicator), seltener P-Scope oder P-display, hat eine zweidimensionale Darstellung und zeigt die Entfernung und die Richtung für alle Echos an. Es ist die klassische Form des Sichtgerätes. Durch eine gewollt lange Nachleuchtdauer des Bildschirms von meist mehreren Sekunden kann man auch die letzten Positionen des Zieles sehen (die sog. „Nachleuchtschleppe“, gebildet durch die langsam abklingenden Leuchtflecken desselben ortsveränderlichen Ziels, empfangen während der vorangehenden Antennenumdrehungen). In der Praxis wird der Sweep (die Linie der momentanen Position der Antenne) so dunkel eingestellt, dass der Benutzer diesen gerade nicht mehr sieht, da er sich durch die lange Nachleuchtdauer nur störend auswirkt.
Beim PPI-Scope ist bis auf wenige Ausnahmen oben immer Norden. Wenn allerdings das Radar fahr- oder flugzeuggebunden ist (Navigationsradar), unterscheidet man auch die Head-Up- (Fahrzeuglängsachse bzw. vorn ist oben), die North-Up- (Nordrichtung ist oben; dazu müssen Kompass-Daten in die Darstellung einbezogen werden) oder eine Course-Up- Darstellung, bei der ein wählbarer Azimutwert (in der Regel der Soll-Kurs des Fahrzeuges) oben ist und somit ggf. eine Wegabweichung vom vorgegebenen Kurs sichtbar gemacht wird. Weiterhin bieten Navigations-Radaranlagen oft die sog. True-Motion-Darstellung, bei der sich der Ursprung des Sweeps entlang des Fahrzeugweges auf dem Bildschirm bewegt.
Ein (analoges) PPI-Scope war ursprünglich immer eine Kathodenstrahlröhre (CRT), um die ein drehbarer Ring gelegt wird, auf dem eine Auslenkspule sitzt. Die Stellung der Antenne und die Position der Spule sind hierbei synchronisiert, so dass der Elektronenstrahl synchron zum Sendeimpuls von der Bildschirmmitte aus radial abgelenkt und während des Empfangs eines Radarechos hellgesteuert wird. Die Entfernungs- und Richtungsmarken werden durch denselben Elektronenstrahl erzeugt, der dazu in seiner Helligkeit moduliert wird. Meist sind die Markierungen nicht ganz so hell wie die Echos, deren Leucht-Intensität der Stärke des Empfangssignales entspricht.
Zur Zeit der Radarerfindung im Zweiten Weltkrieg war die deutsche Bezeichnung für ein solches Sichtgerät „Sternschreiber“. Es gab auch eine optische Lösung, dem sogenannten „Seeburg-Tisch“ bei der statt der Kathodenstrahlröhre ein heller scharfer Leuchtpunkt von unten auf einem mit einer Generalstabskarte belegten Glastisch gesteuert wurde.
Bei gegenwärtig eingesetzten pixelorientierten bzw. digitalen Displays werden spezifische Darstellungseigenschaften eines klassischen PPI-Scopes (auf CRT-Basis) durch Computeralgorithmen nachgebildet – zum Beispiel die Darstellung des Sweeps, die einstellbare Helligkeit von eingeblendeten Entfernungsringen sowie Richtungsvektoren und das besonders lange, ein oder mehrere Umdrehungen der Radarantenne überdauernde Nachleuchtverhalten der in herkömmlichen Radarbildröhren verwendeten Leuchtstoffschicht. Insbesondere letzteres soll für den Radaroperator die visuelle Unterscheidung von feststehenden im Gegensatz zu sich relativ zum eigenen Fahrzeug (bzw. Standpunkt) bewegenden Zielen erleichtern.

### Beta Scan Scope

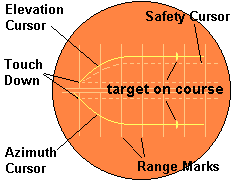
Stilisiertes Beta-Scan-Scope

Das Beta Scan Scope zeigt die von einem Präzisionsanflugradar ermittelten Informationen in zwei getrennten „Bildern“ an, denen rechtwinklige Koordinaten zugrunde liegen. Das obere Bild ist eine Seitenansicht mit der gedachten Linie des Landeanfluges bis zum Aufsetzpunkt auf der Landebahn als Bezugslinie. Dieses obere Bild zeigt die von der Antenne zur Höhenabtastung ermittelten Daten. Es wird daher auch Elevation-Bild genannt.
Entsprechend ist im unteren Bild die Draufsicht der gedachten Verlängerung der Mittellinie der Landebahn, dem Aufsetzpunkt und den Entfernungsmarken. Dieses untere Bild zeigt die von der Antenne zur horizontalen Sektorabtastung erfassten Daten. Es wird daher auch mit Azimut-Bild bezeichnet. Der Entfernungsmaßstab hatte in manchen Präzisionsanflugradargeräten eine logarithmische Einteilung, so dass der für den Anflug wichtigere Nahbereich eine bessere Auflösung erhielt.

### Raster Scan Scope

Das modernste und flexibelste Display: das Synthetic-Display

Das Synthetic-Display (oder Raster Scan Scope) ist eine Darstellung der Radarinformation im Stil eines Fernsehbildschirmes. Diese Form der Datenanzeige ist komplett künstlich und beinhaltet als einziges Display nicht nur Entfernung und Richtung, sondern auch Zusatzinformationen wie Höhe des Flugzieles, geografische Informationen und quasi jede andere gewünschte Information. Kann je nach Ausführung auch zum reinen RHI- oder A-Scope umgeschaltet werden. Durch die synthetische Darstellung kann hier auch problemlos nur ein kleiner Bereich herausgezoomt werden oder Daten von weiteren Radargeräten zugeschaltet werden, womit auf einem Display ein beliebig großer Bereich dargestellt werden kann. Bei einem Wetterradar kann man die Stärke der Bewölkung farblich anzeigen, und so ein Gewitter von einem leichten Regengebiet unterscheiden. Synthetic Displays werden im Regelfall durch einen Computer erzeugt, der diese Daten dann auch über ein LAN oder WAN anderen Computern zur Verfügung stellen kann. So werden zum Beispiel einige Daten der Bundeswehr auch der Deutschen Flugsicherung zur Verfügung gestellt.
Das Synthetic-Display wird wegen seiner Flexibilität in Zukunft die noch verbliebenen PPI- und RHI-Scopes verdrängen. Das A-Scope wird noch einige Zeit als Hilfe für den Techniker weiterexistieren.